# Религия в Камбодже

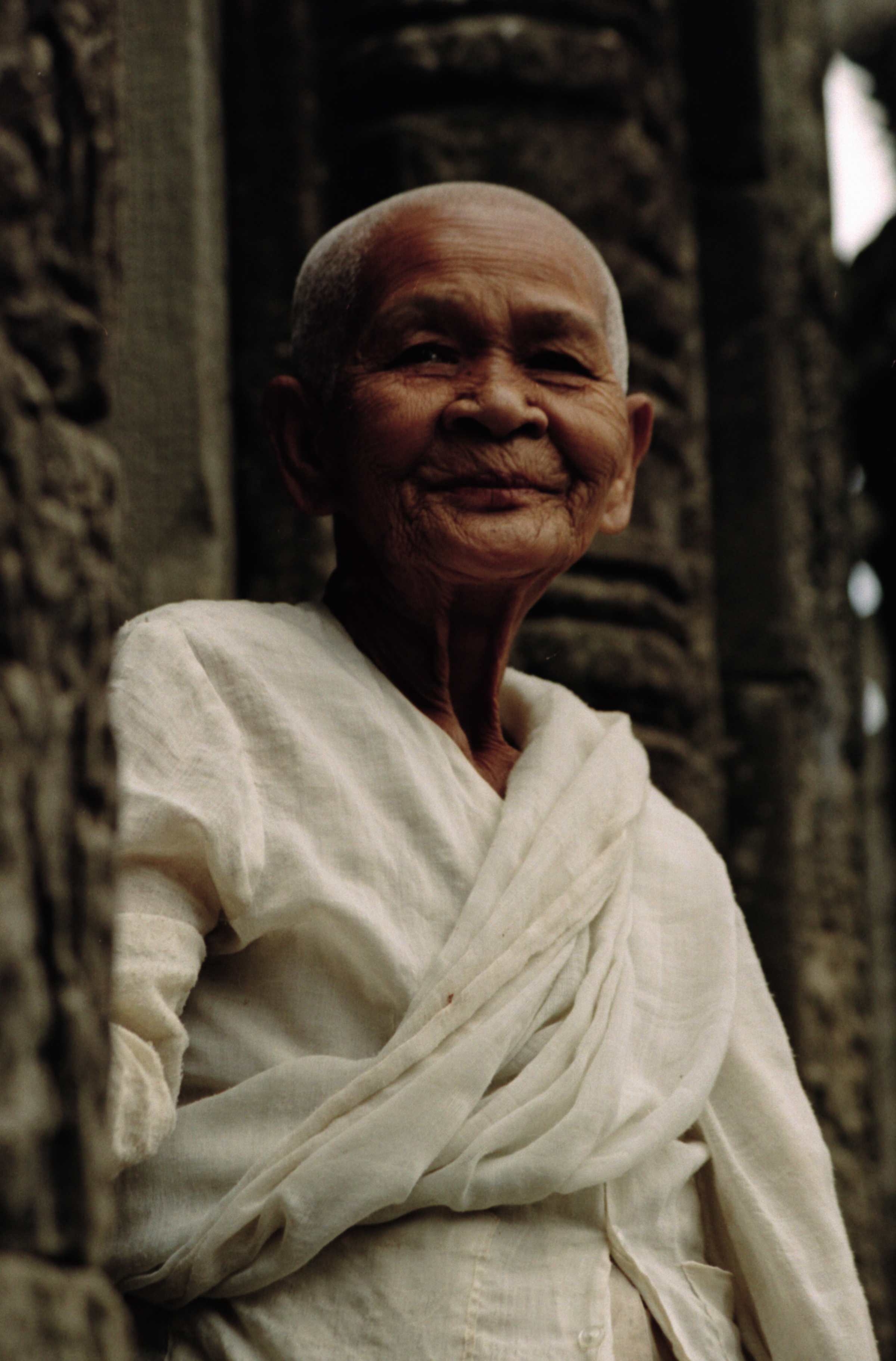
Буддийская монахиня в Байон

Религия в Камбодже — совокупность религиозных убеждений, свобода на исповедание которых гарантирована для граждан Королевства Камбоджи в Конституции страны.
Проводимая правительством политика, законы и подзаконные акты, действующие в Камбодже направлены на утверждение свободы совести. Граждане Камбоджи, а также иностранцы, временно или постоянно проживающие в стране, имеет возможность свободно исповедовать любую религию.

## Буддизм в Камбодже
В Камбодже буддизм имеет статус государственной религии. При общей численности населения Камбоджи в 13,4 миллиона человек (2011), около 93 % населения — буддисты, исповедующие направление Тхеравада. Данная традиция широко распространена во всех провинциях.
В Камбодже действует 4392 буддийских монастыря (вата), а также существует тесная связь между буддизмом, как религиозным верованием, кхмерскими культурными традициями и повседневной жизнью людей. Приверженность Камбоджи к буддизму считают особенностью этнической и национально-культурной специфики страны.
Буддизм направления Махаяны имеет более 34 тысяч последователей, а в стране действуют 105 храмов данного направления.

## Ислам

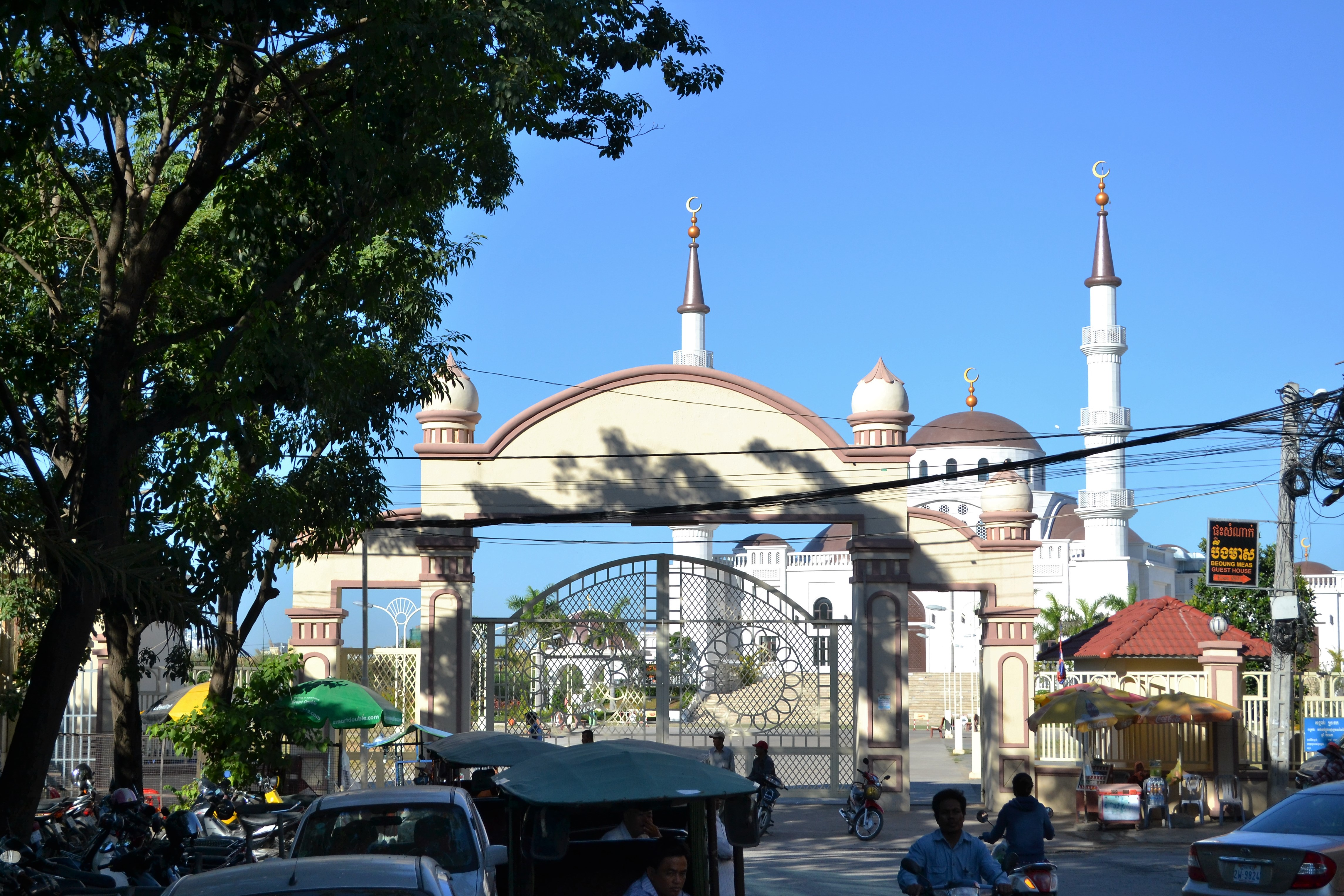
Мечеть в Пномпене

Около 464 тысяч, от 3,5 % до 5 % жителей Камбоджи исповедуют ислам. Среди них наибольшее количество этнических тямов, традиционно проживающих в городах и рыбацких деревнях на берегу озера Тонлесапа и реки Меконг, также как и в провинции Кампот.
В стране представлены четыре течения ислама. Под влиянием малайцев в стране распространены последователи Шафи (Shafi’i), охватывающее 88 % мусульман Хана.
К влиянию Саудовской Аравии относят деятельность салафитов (иногда именуются — «ваххабитами») — они составляет около 6 % от общего числа мусульман, но их количество все время увеличивается.
К последователям исламского направления Имам Сан относится 3 % мусульман Камбоджи. Также 3 % составляют приверженцы Кадиани.
В Камбодже действуют 280 мечетей, из которых 4 — так называемые «соборные», и 374 небольших сурав, являющихся местами для собраний общин до 40 человек и где нет минбаров (кафедры проповедника), с которой в пятницу произносят проповеди. Суравы могут принадлежать любому направлению ислама и отличны от других типов мечетей только по архитектуре — они обычно намного меньше и построены в сельских районах страны.
В 2008 году правительство Камбоджи приняло решение, позволяющее всем мусульманским студентам и правительственным служащим носить исламское одеяние в классах и на рабочих местах.

## Христианство в Камбодже

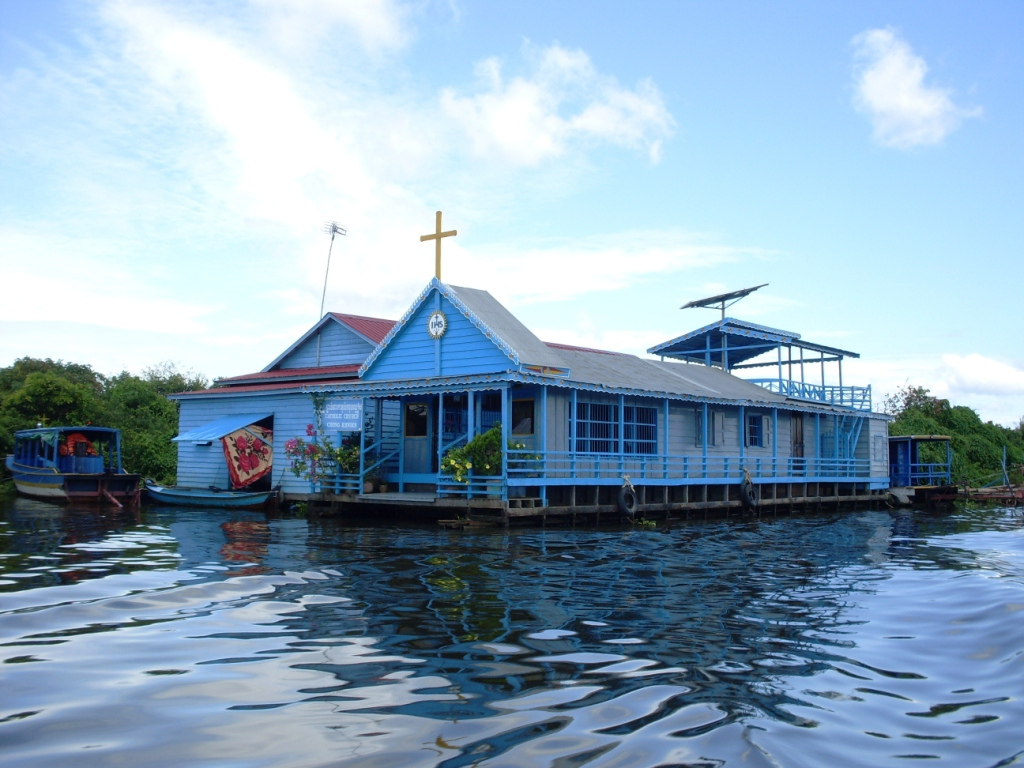
Одна из протестантских миссий в Камбодже

Христианство впервые было проповедано в Камбодже римско-католическими миссионерами в 1660 году, но как и в других странах региона не нашло широкого отклика среди местных буддистов.
Малочисленное христианское сообщество Камбоджи составляет в настоящее время 2 % населения страны. Около 100 разновидностей христианских деноминаций и организаций действуют свободно по всей стране. Из 1292 церковных зданий — 1224 являются — протестантскими, и 68 храмов — католическими.
В 1972 году в Камбодже насчитывалось только 20 тысяч христиан, большинство из которых были католиками.

### Протестантизм
Протестанты разных деноминаций располагают в Камбодже 883 молитвенными помещениями (в большей части — арендованными) и 248 религиозными школами.
Только около 1000 из всего количества протестантских организаций официально зарегистрированы.

### Католицизм
Согласно статистике Ватикана, в 1953 году в Камбодже было до 120 тысяч католиков и христианство (католицизм), было вторым по величине религиозным вероисповеданием в стране. Другие статистические данные свидетельствуют, что перед репатриацией вьетнамцев в 1970 и 1971 годах в стране проживало 62 тысячи христиан (на апрель 1970 года из общего числа христиан около 50 тысяч были вьетнамцы-католики).
Большинство оставшиеся в Камбодже после 1972 года католиков — европейцы (в основном — французы). Католическая община страны располагает 68 храмами.

### Православие
Храм в честь св. Георгия Победоносца, построенный в 1993 году на территории Болгарского посольства в Пномпене является единственным в стране православным храмом.

## Индуизм
В Камбодже около 42 тыс. индуистов, что составляет примерно 0,3 % населения страны.
Главный храмовый комплекс — Ангкор-Ват.

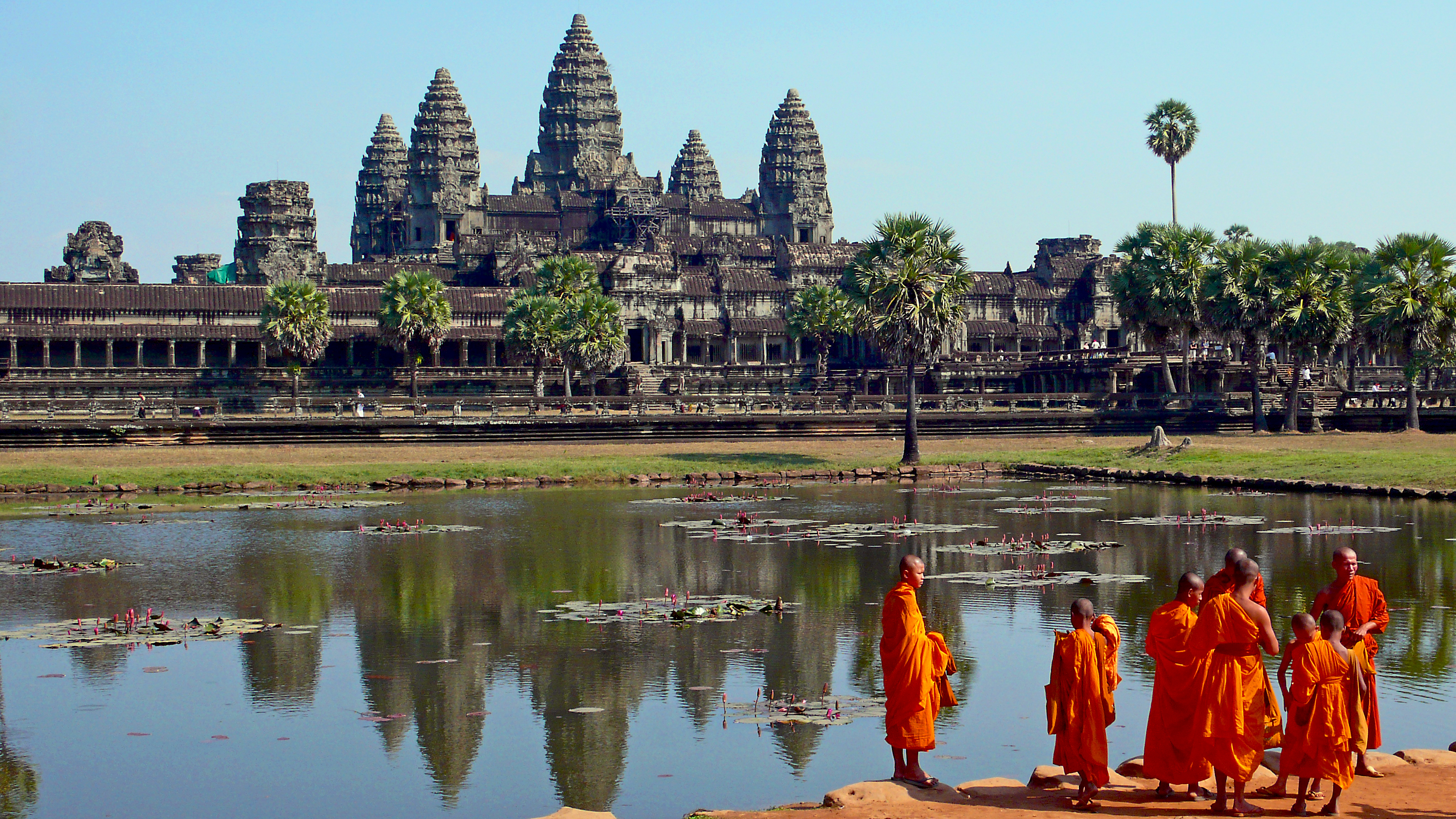
Монахи перед прудом в Ангкор-Вате